# Poecilocloeus jacareacangae
Poecilocloeus jacareacangae är en insektsart som beskrevs av Christiane Amédégnato och Poulain 1987. Poecilocloeus jacareacangae ingår i släktet Poecilocloeus och familjen gräshoppor. Inga underarter finns listade i Catalogue of Life.